# Endopachys bulbosa
Espèce
Statut CITES
Endopachys bulbosa est une espèce de coraux appartenant à la famille des Dendrophylliidae.